# Giovanni Castrogiovanni
Giovanni Castrogiovanni (Vallelunga Pratameno, 7 giugno 1818 – Genova, 2 ottobre 1878) è stato un presbitero italiano dell'ordine dei gesuiti.

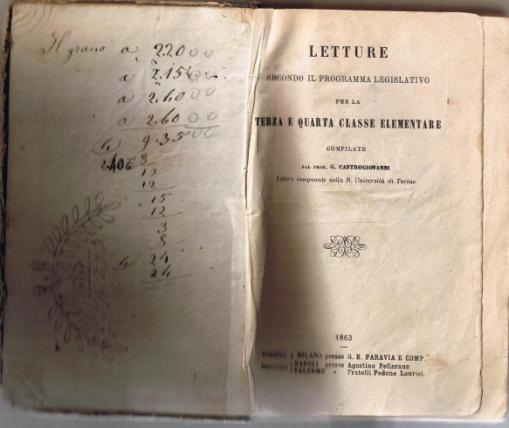
Giovanni Castrogiovanni. Frontespizio del primo sussidiario italiano. 1863

Autore di alcuni dei primi testi adottati nella scuola pubblica del nuovo Regno d'Italia, in particolare del primo sussidiario in italiano.